# Аржентинско песо
Вижте пояснителната страница за други значения на песо.
Аржентинското песо (на испански: peso argentino) е валутата на Аржентина. Дели се на 100 сентаво. Кодът на валутата е ARS. Песото е въведено след премахването на предишната валута през 1992 г. Обменният курс на песото се колебае около 3 песо за 1 щатски долар.

## История
Песото е въведено през 1992 г. за да замени предишната валута Аустрал в размер на 1 песо = 10 000 аустрала. Въведено е и така нареченото „конвертируемо песо“ с обменен курс, определен от Централната банка в съотношение: 1 песо за 1 щатски долар. Новото песо е приблизително равно на 10 трилиона. След финансовата криза от 2001 г. фиксираният валутен курс е нарушен. На 11 януари 2002 г. аржентинското песо става публично търгувано за първи път след 11 години обвързване с щатския долар. От януари 2002 г. обменният курс се колебае около 4 песа за 1 щатски долар (т.е. 75% девалвация). Бумът на износа довежда до огромен приток на щатски долари в аржентинската икономика, стабилизирайки националната валута. Известно време по-късно Централната банка обявява подкрепа за стратегия за поддържане на обменния курс между 2,90 и 3,10 песа за 1 щатски долар, за да поддържа конкурентоспособността на износа. Когато е необходимо, Централната банка печата песо и купува долари на свободния пазар (понякога в големи количества, от порядъка на 10 до 100 милиона щатски долара на ден), за да предпази песото от инфлация.
Ако се направи сравнение между аржентинското песо и бразилския реал, който е приблизително равен на аржентинското песо до началото на 2003 г., когато и двете валути обменят 3 към 1 щатски долар, реалът се оказва по-стабилен от песото поради забавянето на натрупването на доларови резерви от бразилската централна банка. В края на 2015 г. реалът струва приблизително 2,6 аржентински песа.
От 17 декември 2015 г. аржентинското песо отново става свободно конвертируема валута.

## Монети
През 1992 г. са издадени монети от 1, 5, 10, 25 и 50 сентаво. Монета от 1 песо е издадена през 1994 г. Монетата от 1 сентаво излиза от обращение през 2001 г. Монетата от 1 сентаво през 1992 – 1997 г. е изсечена от алуминиев бронз, а през 1997 – 2001 г. тя е изсечена от бронз (97% мед и 3% калай). Монетата от 5 сентаво е изсечена от алуминиев бронз през 1992, 1993, 2004 и 2005 г. и от никелово сребро през 1993, 1994 и 1995 г. От 2006 до 2010 г. тя е сечена с месингово покритие. Монетите от 10 сентаво са сечени от алуминиев бронз през 1992, 1993, 1994, 2004, 2005 и 2006 г. и от месинг през 2006, 2007, 2008, 2009 и 2010 г. Монетите от 25 сентаво са изсечени от алуминиев бронз през 1992-1993 г., а през 1993, 1994 и 1996 г. са били медно-никелови. През 2009 и 2010 г. са сечени от алуминиев бронз. Монетите от 50 сентаво са изсечени в алуминиев бронз през 1992, 1993 и 1994 г. През 2009 и 2010 г. те са изсечени от алуминиев бронз. Монета от 1 песо е сечена през 1994, 1995, 1996, 2006, 2007, 2008, 2009, 2010 и 2011 г. Съставът на монетата е от пръстен от медно-никелова сплав и централна част на монетата от алуминиев бронз.
През 2010 г. са пуснати нови биметални монети от 2 песа, които имат медно-никелов пръстен и алуминиев бронзов център. След като в края на 2017 г. са пуснати монети с деноминации от 1 и 5 песо от новата серия „Дърветата на Аржентина“, а в края на 2018 г. и монети от 2 и 10 песа, всички монети от предишни емисии са постепенно изтеглени от пазара поради инфлацията и незначителната им цена, а понякога и поради по-ниската цена на метала, от който са направени поради инфлация.

## Банкноти
През 2008 г. в Конгреса на Аржентина са внесени няколко проекта за нови банкноти, които според създателите им трябва да заменят сегашните банкноти в обращение. Един от тях, депутатът от Буенос Айрес, Рой Кортина и неговият сътрудник Клаудио Моргадо, повдигат въпроса за замяната на портрета на Бартоломе Митре с образа на Ева Перон върху банкнотата от 2 песа и замяна на образа на Хуан Мануел де Росас с образа на Мариано Морено на банкнотата от 20 песа. В допълнение, подмяната на изображения върху банкнотите продължава с банкнотите от 50 песа, 10 песа и 100 песа. На тях авторите включват образа на Хосе де Сан Мартин.
Друг проект е представен от депутата Сесилия Мерхан, която предлага портретът на Хулио Рока да бъде заменен с портрета на Хуан Азардуи върху банкнотата от 100 песа. Хуан Азардуи е революционер от Горно Перу, участвал във Войната за независимост на Аржентина.
След като изслушва всички предложения, аржентинският монетен двор издава на 20 септември 2012 г. банкнота от 100 песо с портрет на Ева Перон с тираж от 20 милиона банкноти.
На 15 януари 2016 г. Централната банка на Република Аржентина обявява плановете си за въвеждане на нова серия банкноти. Темите на новите банкноти са местната аржентинска фауна и различните региони на страната. На лицевата страна на всяка банкнота е изобразено типично животно за региона, а на обратната страна е изобразено характерното му местообитание. В допълнение, централната банка на Аржентина въвежда и банкноти с по-висока деноминация от 200, 500 и 1000 песа.
През 2016 г. в обращение са пуснати нови банкноти в купюри от 500 и 200 песа. През 2017 г. са пуснати в обращение и банкноти от 20 и 1000 песа, а през 2018 г. и банкноти от 50 и 100 песа.
През април 2020 г. са обявени планове за издаване на банкнота от 5000 песа. През 2021 г. дизайнът на банкнотата от 5000 песа е одобрен, но точната дата на пускането ѝ не е посочена.
На 23 май 2022 г. Централната банка на Аржентина обявява пускането в обращение на нова серия банкноти в деноминации от 100, 200, 500 и 1000 песа, заменяйки животинските мотиви от серията от 2016 г. с изображения на аржентински исторически личности и събития, като същевременно запазва цветовата схема, която ще бъде използвана през следващите шест месеца.
По време на официалното представяне Централната банка на Аржентина представи ново семейство банкноти с хоризонтална ориентация. На лицевата страна на банкнотите са изобразени известни исторически личности и национални герои на Аржентина – бившата първа дама Ева Перон (на банкнотата от 100 песа), Мартин Мигел де Гуемес с националната героиня Хуана Азурдуй де Падия (на банкнотата от 200 песа), старши сержант Мария Ремедиос дел Вале (на банкнотата от 500 песа) и Хосе де Сан Мартин (на банкнотата от 1000 песа).

## Валутен курс
През последните години стойността на аржентинското песо пада значително. През октомври 2020 г. неофициалният обменен курс на аржентинското песо към долара достига 195 песо, а инфлацията е над 20% от 2017 г. насам. Официалният обменен курс към щатския долар между 2002 и 2008 г. е около 3 песа за 1 долар. Между 2009 и 2015 г. курсът на долара се повишава до 6 песа, а през 2015 г. достига 10 песо. През август 2019 г. доларът достига 60 песа, което от своя страна е предизвикано от президентските избори в Аржентина през 2019 г. Към началото на юни 2021 г. обменният курс на долара е над 90 песа.
До голяма степен поради високата инфлация са обявени планове за издаване на банкнота от 2000 песа през февруари 2023 г. По текущия обменен курс разходите няма да надвишават 11 щатски долара. На 13 декември 2023 г. аржентинските власти решават да девалвират песото с 54%, до 800 песо за долар. В бъдеще аржентинската централна банка планира да девалвира песото с 2% месечно. Това довежда до факта, че най-голямата банкнота (тази от 2000 песа) се обезценя повече от четири пъти за по-малко от една година, достигайки 2,5 долара (по обменния курс).